# 上海淀山湖归园公墓
上海市淀山湖归园公墓（又称：华侨公墓，简称淀山湖归园）是中華人民共和國上海市青浦区朱家角港周路1111号的一座公墓，于1985年开始筹建，1986年12月10日正式投入运营，占地面积约近150亩。